# Huara ovalis
Espèce
Synonymes
- Myro ovalis Hogg, 1909

Huara ovalis est une espèce d'araignées aranéomorphes de la famille des Desidae.

## Distribution
Cette espèce est endémique des îles Snares en Nouvelle-Zélande.

## Publication originale
- Hogg, 1909 : Spiders and Opiliones from the subantarctic islands of New Zealand. The Subantarctic islands of New Zealand. Wellington, vol. 1, p. 155-181 (texte intégral).